# Geisa Coutinho
Geisa Aparecida Muniz Coutinho (née le 1er juin 1980 à Araruama) est une athlète brésilienne, spécialiste du 400 m.
Elle a participé aux Jeux olympiques en 2004 et en 2012, ainsi qu'à quatre championnats du monde (2003, 2005, 2009 et 2011). Son meilleur temps est de 51 s 08 (2011) et elle détient le record d'Amérique du Sud sur relais 4 x 400 m.